# Californi
Californi là một nguyên tố hóa học kim loại tổng hợp có tính phóng xạ, thuộc nhóm actini, có ký hiệu Cf và số nguyên tử là 98. Nguyên tố được tạo ra đầu tiên ngày 17 tháng 3 năm 1950 bằng cách bắn phá hạt nhân curi bằng các hạt alpha (các ion heli) tại Đại học California, Berkeley. Đây là nguyên tố siêu urani thứ sáu được tổng hợp, và là một trong các nguyên tố có khối lượng nguyên tử cao nhất. Tên gọi của nó được đặt theo tên của tiểu bang và trường đại học California.
Californi chủ yếu được sử dụng trong một số ứng dụng tận dụng các ưu thế của nó như phát xạ neutron mạnh. Ví dụ, trong khởi động các lò phản ứng hạt nhân, trị ung thư, và phát hiện chất nổ và độ mỏi kim loại. Nó cũng được sử dụng trong khai thác dầu bằng việc đo carota giếng khoan, tối ưu hóa các nhà máy phát điện dùng than, và các cơ sở sản xuất xi măng. Nguyên tố 118 được tổng hợp bằng cách bắn phá hạt nhân californi-249 bằng các ion calci-48.

## Đặc điểm
Californi là một kim loại actini màu trắng bạc tồn tại ở ba dạng. Nguyên tố này bị mờ xỉ chậm trong không khí ở nhiệt độ phòng, và tốc độ tăng dần khi độ ẩm tăng. Các tính chất hóa học của nó được dự đoán là tương tự với dysprosi và nó có hóa trị là 4, 3, 2. Californi phản ứng khi nung nóng với hydro, nitơ hoặc chalcogen và bị oxy hóa khi nung nóng trong không khí; các phản ứng với các hydrit khô và dung dịch acid vô cơ diễn ra nhanh.
Californi-252 (chu kỳ bán rã 2,645 năm) phát xạ neutron rất mạnh và gây nguy hiểm. Một microgram phát xạ liên tục 2,314 triệu neutron/giây và một gam phát ra 39 watt nhiệt. Californi 249 được tạo ra từ phân rã beta của berkeli-249 và hầu hết các đồng vị californi khác được tạo ra từ berkeli bức xạ neutron mạnh trong lò phản ứng hạt nhân.
Californi phá vỡ khả năng tạo hồng cầu của cơ thể thông qua tích lũy sinh học trong mô xương. Nguyên tố này không đóng vai trò sinh học quan trọng trong bất kỳ cơ thể sinh vật nào do độ phóng xạ mạnh và có nồng độ thấp trong môi trường.
Nguyên tố này có hai dạng kết tinh: dạng α sáu phương kép bó chặt tồn tại dưới 900 °C với mật độ 15,10 g/cc và β lập phương tâm mặt với mật độ 8,74 g/cc. Californi kim loại chưa được điều chế. Chỉ có californi-249 là thích hợp cho nghiên cứu hóa học.

## Hóa học
Có ít hợp chất californi được tạo ra và nghiên cứu. Ion californi duy nhất ổn định trong dung dịch là cation Cf(III). Hai trạng thái oxy hóa khác là IV (chất oxy hóa mạnh) và II. Nếu các vấn đề tồn tại của nguyên tố có thể giải quyết được thì CfBr2 và CfI2 có thể là ổn định.
Trạng thái oxy hóa III đặc trưng cho californi(III) oxide (vàng lục, Cf2O3), californi(III) fluoride (lục sáng, CfF3) và californi(III) iod (vàng chanh, CfI3). Các trạng thái oxy hóa +3 khác là dạng sulfide và Cp3Cf. Californi(IV) oxide (nâu đen, CfO2), californi(IV) fluoride (lục, CfF4) đặc trưng cho trạng thái oxy hóa IV. Trạng thái II được đặc trưng bởi californi(II) bromide (vàng, CfBr2) và californi(II) iodide (tím sẫm, CfI2).
Californi (III) chloride (CfCl3) là hợp chất màu lục ngọc lục bảo theo cấu trúc sáu phương và có thể được điều chế bằng cách cho Cf2O3 phản ứng với acid clohydric ở 500 °C. sau đó CfCl3 được dùng để tạo ra tri-iodide màu vàng cam CfI3, chất này có thể bị khử từ từ thành di-iodide màu tím-oải hương CfI2.
Nung nóng sulfat trong không khí ở khoảng 1200 °C và sau đó khử bằng hydro ở 500 °C tạo ra sesquioxide (Cf2O3). Hiđroxide Cf(OH)3 và trifluoride CfF3 có khả năng hòa tan nhỏ.